# Delaney & Bonnie
Delaney & Bonnie var en amerikansk blues rock-gruppe dannet i 1967 af ægteparret Delaney Bramlett (vokal, guitar) og Bonnie Bramlett (vokal) med Bobby Whitlock (keyboard, vokal), Carl Radle (el-bas), Jim Gordon (trommer). Gruppen optrådte og indspillede med en række etablerede stjerner, bl.a. 
Eric Clapton, Duane Allman, George Harrison og Dave Mason og anvendte derfor ofte navnet Delaney & Bonnie & Friends.
Gruppen skrev i 1969 kontrakt med pladeselskabet Stax og blev selskabets første hvide rhythm'n'blues kunstnere, i selskab med bl.a. Sam & Dave og John Lee Hooker. Gruppens første album Home blev ikke nogen stor succes. Gruppens anden udgivelse blev produceret af Leon Russell og Donald "Duck" Dunn, og selvom den ikke opnåede store salgstal gav den gruppen stor anerkendelse blandt musikere i både USA og Europa. Senere i 1969 turnerede gruppen i USA som opvarmning for Blind Faith, og indledte herigennem et samarbejde med Eric Clapton. Efter opløsningen af Blind Faith turnerede Clapton i Europa med gruppen i efteråret 1969 og foråret 1970, hvilket førte til albummet On Tour with Eric Clapton. 
Radle, Whitlock og Gordon forlod i 1970 gruppen og dannede Derek and the Dominoes med Clapton, mens andre medlemmer forlod gruppen for at spille med Joe Cocker på Mad Dogs and Englishmen-tournéen. Delaney & Bonnie fortsatte frem til 1972, hvor både gruppen og parrets ægteskab blev opløst. Gruppen opnåede dog aldrig samme succes som tidligere.
Gruppen lavede en række udgivelser. To af gruppens numre opnåede placeringer på de amerikanske hitlister: Never-Ending Song of Love og en coverversion af Masons Only You Know and I Know. 

## Diskografi
- Home (Stax, 1969)
- Accept No Substitute (Elektra, 1969)
- On Tour With Eric Clapton (Atco, 1970)
- To Bonnie From Delaney (Atco, 1970)
- Genesis (GNP, 1971)
- Motel Shot (Atco, 1971)
- Country Life (Atco, 1972)
- D & B Together (CBS, 1972)
- Catch My Soul (1973)
- The Best of Delaney & Bonnie (1973)
- Original Delaney & Bonnie and Friends (2001)